# Лауцеса (река)
Ла́уцеса (устар. Лавкаса; латыш. Laucesa, лит. Laukesa) — небольшая река длиной 29 км, исток из озера Смелинес на литовско-латвийской границе, имеется приток из озера Свентес, впадает в реку Даугава (Западная Двина) в городе Даугавпилс.

## Описание

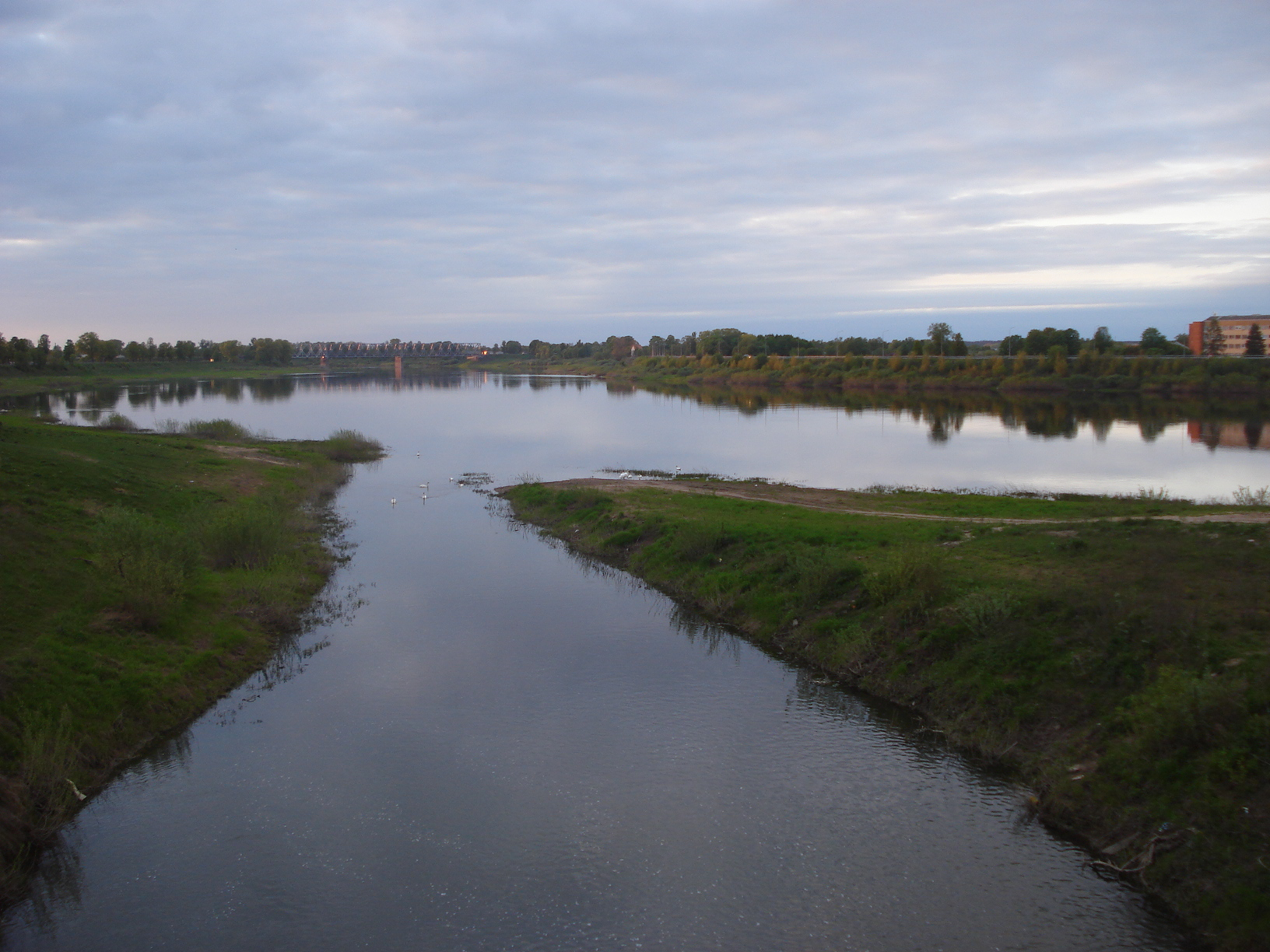
Впадение Лауцесы в Даугаву (май 2009 года)

В верховьях реки — на холме Золотая горка — место ожесточённых боев обороны Даугавпилса в первую мировую войну в 1915—1917 гг. На реке расположен посёлок Лауцеса. В устье реки находится Грива — ранее самостоятельный город (1912—1953 гг.), ныне район Даугавпилса. Через реку перекинуты несколько мостов. Один из них — возле самого устья реки при впадении в Даугаву. Ширина реки меняется в зависимости от времени года и летом её ширина может составлять несколько метров. В нижнем течении пересекая территорию Гривы на протяжении 2 — 2,5 километра берега реки до устья огорожены насыпными дамбами, построены в 30-х годах XX века с целью защиты Гривы от наводнений как Двины так и через Лауцесе. Выше Гривы в советское время 1980-е годы коммунальная служба города устанавливала временный мост, для удобства проезда жителей и огородников, от весны до осени. На зиму мост снимался и хранился на складе. В устье реки часто можно наблюдать большое количество рыбаков. В 2008 году в связи с прокладкой водопровода на Гриву через устье реки был сделан временный мост для проезда грузовых машин на набережную Даугавы. Разобран осенью 2008 года.

## Судоходность
Лауцеса пригодна для пользования обычными лодками. В летний период при низкой воде проходимый для лодок участок — несколько километров в городской черте и за городом. Лауцеса не пригодна для речных судов. Уровень воды в реке меняется в зависимости от времени года.
В советское время в устье реки на зиму ставили баржи и буксиры речного порта (Даугавпилсский речной флот) для укрытия от ледохода.